# Jörg Kempenich
Jörg Kempenich (* 30. Mai 1965 in Bonn) ist ein ehemaliger deutscher Säbelfechter, Vizeweltmeister und Teilnehmer an den Olympischen Spielen 1988 und 1992.  Er focht beim OFC Bonn.

## Erfolge
In der Altersklasse der Junioren wurde Kempenich 1986 deutscher Meister. Bei den Aktiven gewann er drei Bronzemedaillen bei deutschen Meisterschaften (1993, 1995 und 1996).
Kempenich wurde 1989 bei den Weltmeisterschaften in Denver zusammen mit Frank Bleckmann, Felix Becker, Jürgen Nolte und Ulrich Eifler Vizeweltmeister mit der Mannschaft. Ein Jahr später wurde dieselbe Mannschaft dritte bei den Weltmeisterschaften in Lyon. Auch 1991 in Budapest gewann Kempenich eine Mannschaftsweltmeisterschafts-Bronzemedaille (mit Becker, Nolte, Bleckmann und Jacek Huchwajda).
Bei den Olympischen Spielen 1988 in Seoul war Kempenich ebenfalls Teil der Herrensäbel-Mannschaft (Becker, Kempenich, Nolte, Schneider, Thönneßen), die im Viertelfinale ausschied und sechste wurde. Vier Jahre später wurde er bei den Spielen in Barcelona 17. im Einzel, die Mannschaft (Nolte, Becker, Kempenich, Huchwajda, Wiesinger) drang wiederum ins Viertelfinale vor und belegte den geteilten fünften Platz.
Später nahm Kempenich aktiv an Seniorenturnieren teil und war als Vizepräsident des OFC Bonn für die Finanzen zuständig.